# 武曾勝融
武曾 勝融（むそう かつゆう）は、戦国時代の武将。朝倉氏第11代当主朝倉義景家臣。

## 経歴・人物
越前坂井郡瓜生館主。2400貫を領した。